# David di Donatello 1992
La 37a edició dels premis David di Donatello, concedits per l'Acadèmia del Cinema Italià va tenir lloc el 6 de juny de 1992 al Capitoli de Roma.

## Guanyadors

### Millor pel·lícula
- Il ladro di bambini, dirigida per Gianni Amelio
- Maledetto il giorno che t'ho incontrato, dirigida per Carlo Verdone
- Il muro di gomma, dirigida per Marco Risi

### Millor director
- Gianni Amelio - Il ladro di bambini
- Marco Risi - Il muro di gomma
- Carlo Verdone - Maledetto il giorno che t'ho incontrato

### Millor director novell
- Maurizio Zaccaro - Dove comincia la notte
- Massimo Scaglione - Angeli a Sud
- Giulio Base - Crack

### Millor argument
- Carlo Verdone i Francesca Marciano - Maledetto il giorno che t'ho incontrato
- Gianni Amelio, Sandro Petraglia e Stefano Rulli - Il ladro di bambini
- Carmine Amoroso, Suso Cecchi D'Amico, Piero De Bernardi i Mario Monicelli - Parenti serpenti
- Sandro Petraglia, Andrea Purgatori i Stefano Rulli - Il muro di gomma

### Millor productor
- Angelo Rizzoli - Il ladro di bambini
- Claudio Bonivento - Il proiezionista
- Giovanni Di Clemente - Parenti serpenti

### Millor actriu
- Giuliana De Sio - Cattiva
- Margherita Buy - Maledetto il giorno che t'ho incontrato
- Francesca Neri - Pensavo fosse amore... invece era un calesse

### Millor actor
- Carlo Verdone - Maledetto il giorno che t'ho incontrato
- Enrico Lo Verso - Il ladro di bambini
- Gian Maria Volonté - Una storia semplice

### Millor actriu no protagonista
- Elisabetta Pozzi - Maledetto il giorno che t'ho incontrato
- Angela Finocchiaro - Il muro di gomma
- Cinzia Leone - Donne con le gonne

### Millor actor no protagonista
- Angelo Orlando - Pensavo fosse amore... invece era un calesse
- Giancarlo Dettori - Maledetto il giorno che t'ho incontrato
- Giorgio Gaber - Rossini! Rossini!

### Millor músic
- Franco Piersanti - Il ladro di bambini
- Francesco De Gregori - Il muro di gomma
- Pino Daniele - Pensavo fosse amore... invece era un calesse

### Millor fotografia
- Danilo Desideri - Maledetto il giorno che t'ho incontrato
- Tonino Nardi i Renato Tafuri - Il ladro di bambini
- Ennio Guarnieri - Il proiezionista

### Millor escenografia
- Carlo Simi - Bix
- Andrea Crisanti - Il ladro di bambini
- Ezio Frigerio - Il proiezionista

### Millor vestuari
- Lina Nerli Taviani - Rossini! Rossini!
- Enrica Barbano - Cattiva
- Gianna Gissi - Il ladro di bambini

### Millor muntatge
- Antonio Siciliano - Maledetto il giorno che t'ho incontrato (ex aequo)
- Simona Paggi - Il ladro di bambini (ex aequo)
- Claudio Di Mauro - Il muro di gomma

### Millor enginyer de so directe
- Gaetano Carito - Il muro di gomma
- Remo Ugolinelli - Johnny Escuradents
- Gianni Zampagni - Una storia semplice
- Alessandro Zanon - Il ladro di bambini

### Millor actriu estrangera
- Geena Davis - Thelma i Louise (Thelma & Louise) (ex aequo)
- Susan Sarandon - Thelma i Louise (Thelma & Louise) (ex aequo)
- Gong Li - Dà Hóng Dēnglóng Gāogāo Guà

### Millor actor estranger
- John Turturro - Barton Fink
- Woody Allen - Ombres i boira (Shadows and Fog)
- Michel Bouquet - Toto le héros
- Robert De Niro - El cap de la por (Cape Fear)

### Millor pel·lícula estrangera
- Dà Hóng Dēnglóng Gāogāo Guà, dirigida per Zhang Yimou
- Ombres i boira, dirigida per Woody Allen
- Thelma i Louise, dirigida per Ridley Scott

### David Luchino Visconti
- Ermanno Olmi

### David especial
- Giuseppe Ieracitano i Valentina Scalici nens protagonistes de Il ladro di bambini
- Johnny Escuradents pel gran èxit de crític i públic